# AgustaWestland EH101 Merlin
Pour les articles homonymes, voir Merlin.
L'EH101 est un hélicoptère de transport produit par le constructeur italien AgustaWestland (fusionné avec Leonardo-Finmeccanica en 2016).
À la suite du rachat du constructeur britannique Westland par le groupe Finmeccanica, maison mère d'Agusta, la joint-venture EHI (European Helicopter Industries) a été renommée AgustaWestland International Limited et intégrée dans le groupe italien en janvier 2004. En janvier 2007, l'hélicoptère militaire EH.101 a été renommé AW.101.

## Origine
À la fin des années 1970, la Royal Navy britannique émit un cahier des charges pour un hélicoptère de lutte anti-sous-marine destiné à remplacer le Westland Sea King. Le futur appareil devait être plus compact que le Westland Sea King tout en présentant une capacité d’emport et des performances supérieures. Alors que le programme SKR (Sea King Replacement) prenait forme (l’appareil devait recevoir la désignation WG.34), il apparut que la Marina Militare italienne avait un besoin similaire, et après négociations entre Westland et Agusta, une coentreprise fut constituée en juin 1980. European Helicopter (EH) Industries avait son siège à Londres, mais la charge de travail était partagée à égalité entre les industriels anglais et italiens, et le futur appareil prenait la désignation « EH101 ».

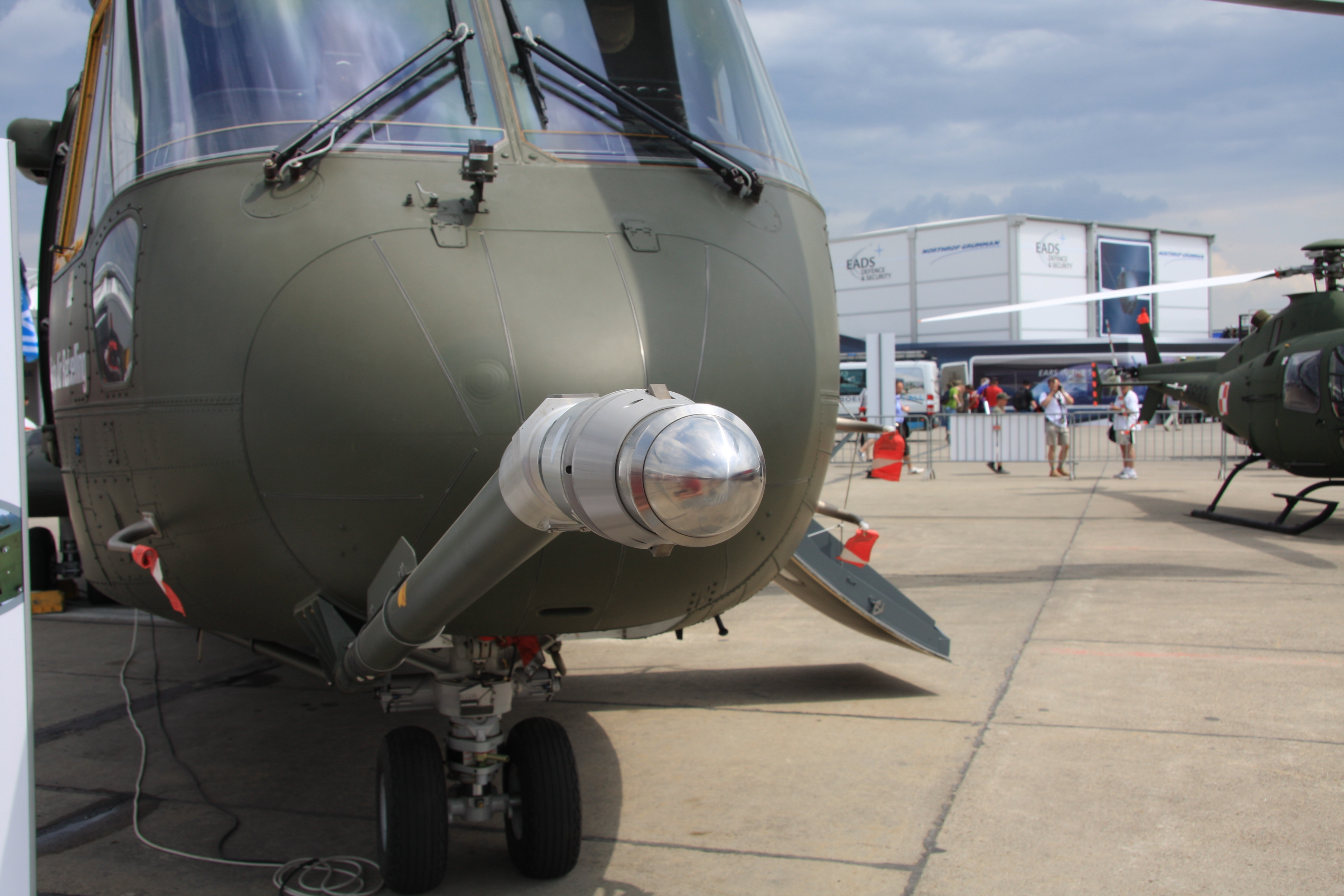
La perche de ravitaillement en vol.

Ce programme a donné naissance à un appareil tri-turbine conventionnel dans sa forme mais assez fin d’allure pour une machine de ce type. Le fuselage est réalisé avec une structure en nid d’abeille à base d’un alliage aluminium-lithium (en) habillée de panneaux composites, la poutre porte-empennages venant se replier le long du fuselage, sauf pour les versions possédant une rampe de chargement arrière. Le rotor principal est composé de cinq pales en matériaux composites, le rotor anticouple est quadripale et le train d’atterrissage escamotable. Parmi les améliorations par rapport au Westland Sea King on note des prises d’air de turbines situées latéralement, pour faciliter leur dégivrage, un système de flottaison d’urgence utilisant des flotteurs gonflés à l’hélium et une alimentation en carburant sous pression pour optimiser les temps de ravitaillement.
Au cours du Salon du Bourget de 1985, EH Industries présenta une maquette grandeur nature et annonça un certain nombre de versions :
- Series 100 : version navale de base, destinée à la lutte ASM.
- Series 200 : version navale utilitaire, sans rampe de chargement arrière.
- Series 300 Heliliner : transport civil tout-temps destiné aux opérations offshore.
- Series 400 : version de transport militaire, peut embarquer deux palettes master 463 l[2].
- Series 500 : version utilitaire civile, avec rampe de chargement arrière.

## Développement
Le programme EH.101 devait subir de nombreux retards, la fin de la guerre froide ayant entraîné une évolution des besoins en matière de défense. Le développement de l’avionique de lutte ASM a posé également quelques problèmes et en 1986 la faillite de Westland n’arrangea pas les choses. Enfin plusieurs accidents émaillèrent le programme des essais en vol. Les premiers exemplaires entrèrent donc en service dans la Royal Navy avec cinq ans de retard.
Dix prototypes furent réalisés, curieusement désignés « Prototypes de présérie » (PP) :
- PP0 : cellule d’essais statiques, souvent désigné Iron Bird.
- PP1 : premier prototype à prendre l’air, en Grande-Bretagne, le 9 octobre 1987.
- PP2 : premier prototype construit en Italie, utilisé pour les essais embarqués sur les navires italiens. Cet appareil fut détruit à la suite d'un accident début 1993, entraînant la suspension des essais en vol durant cinq mois.
- PP3 : prototype de la version civile, qui prit l’air le 30 septembre 1988. Cette machine fut utilisée pour les essais par temps froid au Canada, mais participa aussi à des essais d’armement.
- PP4 : prototype de la version navale, perdu par accident en 1995 (Rupture d’un câble de commande)
- PP5 : prototype de la version ASM destinée à la Royal Navy.
- PP6 : prototype de la version destinée à la Marine italienne, construit par Agusta en Italie.
- PP7 : prototype d’une version navale utilitaire à rampe arrière. Gravement endommagé durant un atterrissage d’urgence en Italie en 1996, il fut cependant réparé.
- PP8 : prototype civil, premier vol en 1990.
- PP9 : prototype civil et dernier à voler, il prit l’air en 1991.

Les premières commandes furent confirmées en 1991 avec obtention des certifications anglaise et italienne. La certification américaine fut obtenue seulement en 1994.
Le 26 juillet 2000 fut finalisé l’accord devant aboutir à la fusion d’Agusta et Westland. AgustaWestland est né le 12 février 2001, entraînant de fait la disparition d’EH Industries.

## Versions
- Merlin HM1 (ou Mk1): hélicoptère de lutte ASM livré à la Royal Navy en 44 exemplaires entre 1997 et 2002 et qui équipe les quatre Naval Air Squadron No 284 (destroyer Type 45), No 814 (porte-hélicoptères HMS Bulwark (L15) et HMS Albion (L14) de la Royal Navy)[3], No 820 (navire-hôpital RFA Argus de la Royal Fleet Auxiliary et No 824 (Frégates Type 23 et Type 26)[4]. Il est motorisé avec trois turbines Rolls-Royce Turbomeca RTM322-01/8 ou RTM332-02/8 de 2 100 ch au décollage. Compte tenu des retards enregistrés et des difficultés de mise au point, le prix unitaire de l’appareil avait sérieusement dérapé, mais cet hélicoptère fit rapidement l’unanimité auprès des équipages pour sa facilité de pilotage grâce à un pilote automatique très performant. Très maniable, le Merlin est aussi d’entretien très facile. Aménagé pour deux pilotes et deux opérateurs électroniques, il dispose d’une suite informatique particulièrement performante conçue par Lockheed Martin UK et d’un sonar immergé de grande puissance. Diverses bouées acoustiques sont également stockées dans deux soutes rotatives situées à l’arrière de la cabine. Un radar Blue Kestrel 5000 situé sous le fuselage assure lui une couverture à 360° pour le guidage de missiles antinavires de surface[5].
- Merlin HM2 (ou Mk2) : Seconde évolution des hélicoptères Merlin HM1 de la Royal Navy. Il comprend un nouveau cockpit numérique avec notamment des écrans tactiles, la modernisation du système tactique, des liaisons de données, du système de vision nocturne et sonar. Le radar Blue Kestrel 5000 est aussi modernisé. Les essais se sont terminés en octobre 2012[6]. Le contrat avec Lockheed Martin est évalué à 750 millions de livres (1,150 milliards d’euros)[7],[8]. Les cinq premiers Merlin HM2 ont été réceptionnés par la Royal Navy le 23 juillet 2013[7] avant leur entrée en service en 2014 avec une capacité opérationnelle initiale au sein de la Royal Navy. Fin 2015, 24 exemplaires ont atteint leur pleine capacité opérationnelle. Le coût du programme est de 760 millions de Livres Sterling (environ 1,1 milliard d'euros). Le standard Mk2 doit permettre à la Royal Navy d'utiliser les Merlin jusqu'en 2029[6].
- Merlin HM2 ASaC : hélicoptère au standard Mk2 équipé du système de surveillance et de contrôle aéroporté Crowsnest (ASaCh). Il comprend notamment un radar Thales Searchwater sous radôme en position bâbord qui pivote sous l’aéronef pendant le vol. Il est associé à un système de mission Thales Cerberus. Le premier vol à lieu le 28 mars 2019 et la capacité opérationnelle initiale devait être atteinte en 2020[9] mais ne le sera pas avant 2023[10].
- Merlin HC3 (ou Mk3) : hélicoptère de transport d’assaut pour la Royal Air Force. Capable de transporter 30 hommes ou 16 blessés sur civières, il se distingue du Merlin HM.1 par une avionique beaucoup plus simple, mais est équipé d’équipements de contremesures électroniques, le cockpit est conçu afin de permettre l’utilisation de lunettes infrarouges pour un système FLIR. Il se distingue aussi par la présence d’une rampe de chargement arrière, la possibilité d’installer une perche de ravitaillement en vol et des armes en sabord.
- Merlin HC3A : 6 appareils commandés par la marine royale danoise (Mk 512) et reconditionnés par AgustaWestland pour les besoins de la Royal Air Force.
- Merlin IHC3 : standard intermédiaire d'évolution des HC3/3A de la Royal Navy avant leur conversion au standard HC4/4A. Il concerne notamment sept Merlin de la Royal Air Force transférés à la Royal Navy pour remplacer les Westland WS-61 Sea King d’ici le printemps 2016. Il comprend le montage d’une tête de rotor principal pliable, diverses modifications du châssis pour les opérations sur le pont et de l’adaptation de nouveaux points d’amarrage. L’avionique est également revue avec l'ajout d’équipements spécifiques à la Royal Navy[11].
- Merlin HC4/4A (ou Mk4) : standard destiné à la Royal Navy et reposant sur la configuration IHC3 avec l’ajout du pliage de la queue de l’appareil pour une utilisation sur des bâtiments de surface[12]. La livrée traditionnelle verte est par ailleurs remplacée par une livrée «gris maritime». Vingt-cinq appareils de la Royal Navy sont concernés. Le premier appareil a effectué son vol inaugural le 28 octobre 2016[13] pour une entrée en service en 2017[12]. Le vingt-cinquième est livré le 2 décembre 2022[14].
- EH101 Mk 110 : hélicoptère de lutte ASM pour la Marina Militare. Sensiblement identique au Merlin HM.1, il se distingue par une avionique essentiellement italienne fournie par Alenia, l’utilisation de torpilles Whitehead Moto Fides A244/S, ainsi que de missiles antinavires Marte Mk 2.
- EH101 Mk 112 : appareil de contremesures électroniques et de guet aérien pour la marine italienne. Quatre exemplaires équipés d’un radar de contremesures Eliradar HEW-784 ont été commandés en 1997, mais leur livraison n’est pas prévue avant février 2009.
- EH101 Mk 410 : appareil de transport pour la marine italienne.
- EH101 Mk 510 : le premier EH101 civil, équipé de turbines General Electric CT7-6 de 1 920 ch et aménagé pour le transport de 30 passagers, a été livré au département de la Police métropolitaine de Tokyo et mis en service en mars 1999.
- EH101 Mk 512 : appareil de transport et de sauvetage destiné à la marine royale danoise.
- EH101 Mk 612 : appareil de recherche et sauvetage destiné à la force aérienne royale norvégienne.
- EH101 Mk 641A : appareil de recherche et sauvetage destiné à la force aérienne indienne.
- HH-101 Caesar : appareil dédié à la récupération des forces spéciales et destiné à l'Aeronautica Militare. Ils emportent trois mitrailleuses M134 Gatling de calibre 7,62 mm sur les côtés et la rampe arrière. Les sièges du cockpit sont blindés et les opérateurs de mitrailleuses bénéficient aussi d'une protection balistique. Enfin les HH-101 bénéficient d'une perche de ravitaillement.
- MCH101 : hélicoptère produit sous licence par Kawasaki à Gifu destiné à la force maritime d'autodéfense japonaise. La tête de série a été produite à Yeovil. Ces appareils sont spécialisés dans la guerre des mines aéroportée[15]. Ils sont équipés d'un sonar remorqué AN/AQS-24A de Northrop Grumman déployé depuis la porte arrière ainsi que d'un système électro-optique de détection laser AN/AES-1 ALMDS sur le flanc gauche destiné à la détection des mines de surface.
- CH149 Cormorant : appareil de sauvetage maritime développé spécifiquement pour l'Aviation royale canadienne à partir de la version civile de l’EH101. Disposant d’une rampe de chargement et d’un treuil, le prototype a effectué son premier vol en Italie le 31 mai 2000. Il a été livré en vol au Canada début 2001.

#### 

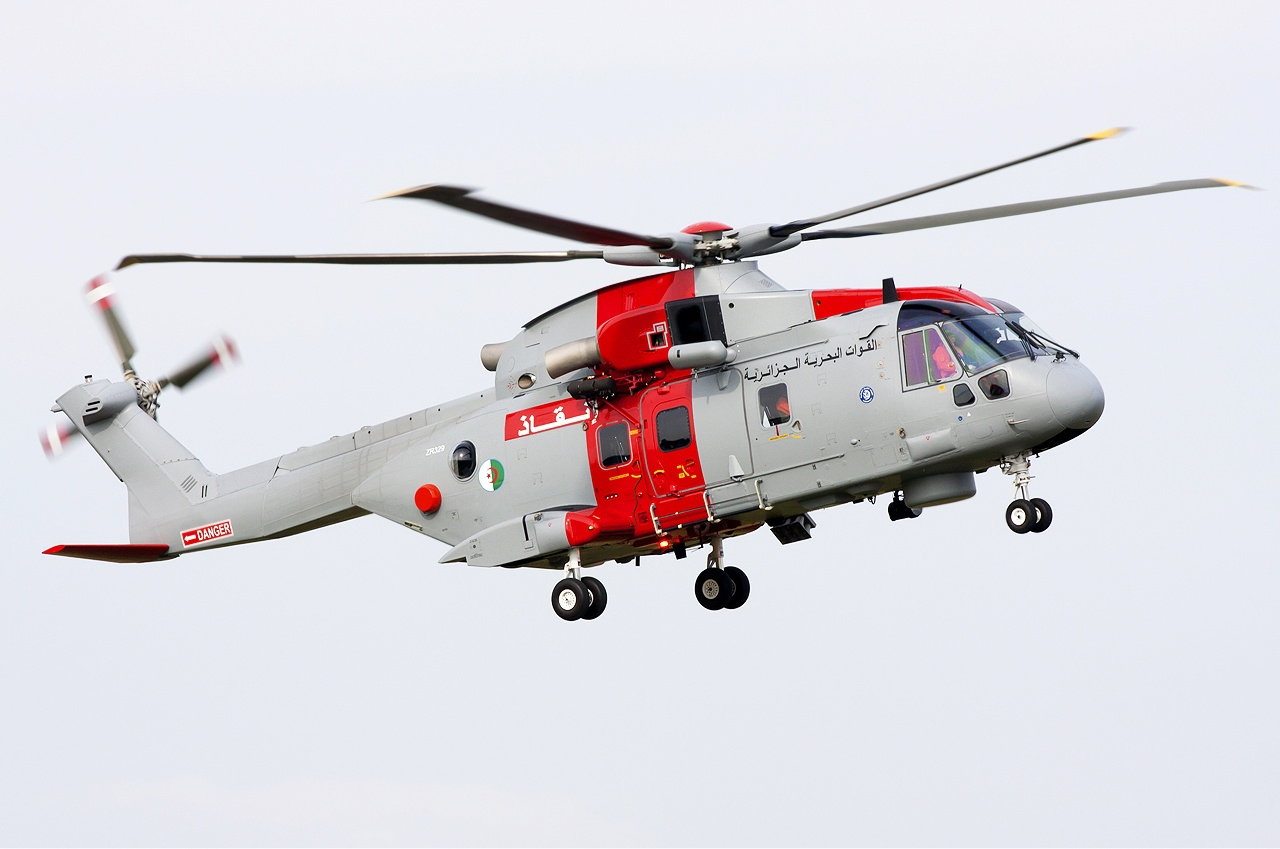
AW101 Mk 610 des forces navales algériennes.

## Utilisateurs

### Utilisateurs militaires

#### Algérie

##### Forces navales algériennes
Six AW101 Mk 610 au sein des forces navales algériennes et destinés aux missions SAR ont été commandés en juillet 2007 pour livraison sous 24 mois.

##### Armée de l'air algérienne
Deux exemplaires (7T-WVD et 7T-WVB) ont aussi été commandés pour le transport VIP pour la présidence algérienne. Ils ont été réceptionnés le 5 décembre 2013 et affectés au Groupe de Liaisons Aériennes Ministérielles (GLAM) sur la base de Boufarik. Ces deux appareils remplacent deux Eurocopter EC225 Super Puma en version VIP qui ont été mis en vente à la suite d'un scandale lié à la découverte de composants israéliens.

#### Canada

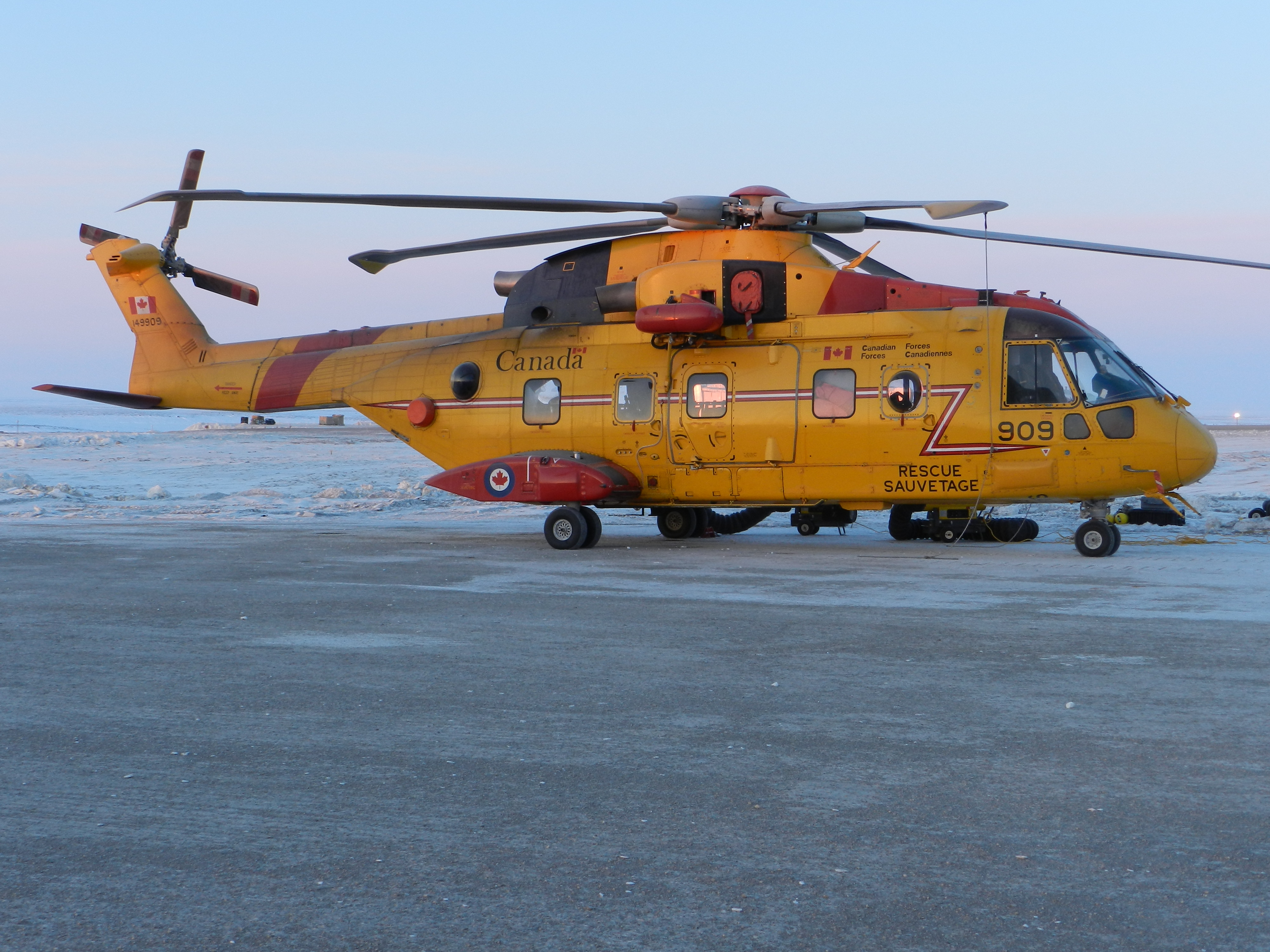
CH149 Cormorant no 909 de l'aviation royale canadienne.

Les forces armées canadiennes ont lancé dès 1987 un processus de sélection pour le remplacement des Sikorsky CH-124 Sea King de lutte anti sous-marine et les Boeing CH-113 Labrador de recherche et sauvetage. Il fut décidé de commander 43 CH-148 Petrel de lutte anti-sous-marine et CH-149 Chimo de recherche et sauvetage tous deux basés sur l'AW101. Mais en 1993, le gouvernement canadien annula la commande de la version anti sous-marine à la suite de la découverte de problème de fiabilité, dans le service après-vente et auquel s'ajoutèrent à des revirements politiques. Le CH-148 Cyclone, dérivé du Sikorsky H-92 Superhawk sera finalement sélectionné en 2004 pour cette mission.

##### Affectation
Désignés localement CH149 Cormorant, les premiers ont été livrés le 8 octobre 2001 au 442e Escadron de transport et sauvetage sur la base des Forces canadiennes Comox (Colombie-Britannique), la formation des équipages ayant été assurée par la Medium Support Helicopter Aircrew Training Facility (MSHATF) installée sur la base aérienne de Benson (en) en Grande-Bretagne, où étaient basés les Merlin HC.3 de la RAF. Le MSHATF fut ensuite transformé en Operational Training Unit sur la base des Forces canadiennes de Gander (Terre-Neuve-et-Labrador), où a été constitué en juillet 2002 le 103e Escadron de recherche et sauvetage. Furent ensuite équipés le 413e Escadron de transport et sauvetage de la base des Forces canadiennes de Greenwood (Nouvelle-Écosse), et en juillet 2004 le 424e Escadron de transport et sauvetage de la base des Forces canadiennes de Trenton (Ontario).
La moyenne de disponibilité pour l'année 2008 est inférieure à 50 %. Le 13 juillet 2006 un CH149 s'est abîmé près de la Nouvelle-Écosse lors d'un exercice de sauvetage. Trois membres de l'équipage sont morts et quatre blessés. La cause serait des fissures dans la queue. En 2010, la flotte de CH149 Cormorant a atteint les 40 000 heures de vol. La flotte comporte 14 exemplaires à la fin 2015. Deux appareils supplémentaires ont été commandés en 2019 pour soutenir les opérations de recherche et de sauvetage.

##### Modernisation
Le Canada a annoncé en 2018 la modernisation de sa flotte de CH149 Cormorant. Ces CH-149 CMLU (Cormorant Mid-Life Upgrade) seront au standard AW101-612 actuellement livré à la Norvège. Ils incorporeront entre autres une nouvelle avionique, des capteurs électro-optiques / infrarouges et un radar à balayage électronique actif de configuration comparable à ceux embarqués par les appareils norvégiens pour les missions de recherche et sauvetage. Cette mise à jour doit permettre de faire voler les CH149 au moins jusqu'en 2040. Sept appareils supplémentaires seront aussi commandés étendant ainsi la flotte à 21 appareils. Il pourrait s'agir d'appareils neufs ou bien d'une reconfiguration des neuf exemplaires de VH-71 acquis par le Canada à la suite de l'annulation du programme américain. Ces derniers ont été achetés en 2011 pour 164 millions de dollars dans le but d'utiliser les pièces détachées pour l'entretien des CH149 Cormorant. Ils sont stockés chez IMP Aerospace en Nouvelle-Écosse.

#### Danemark

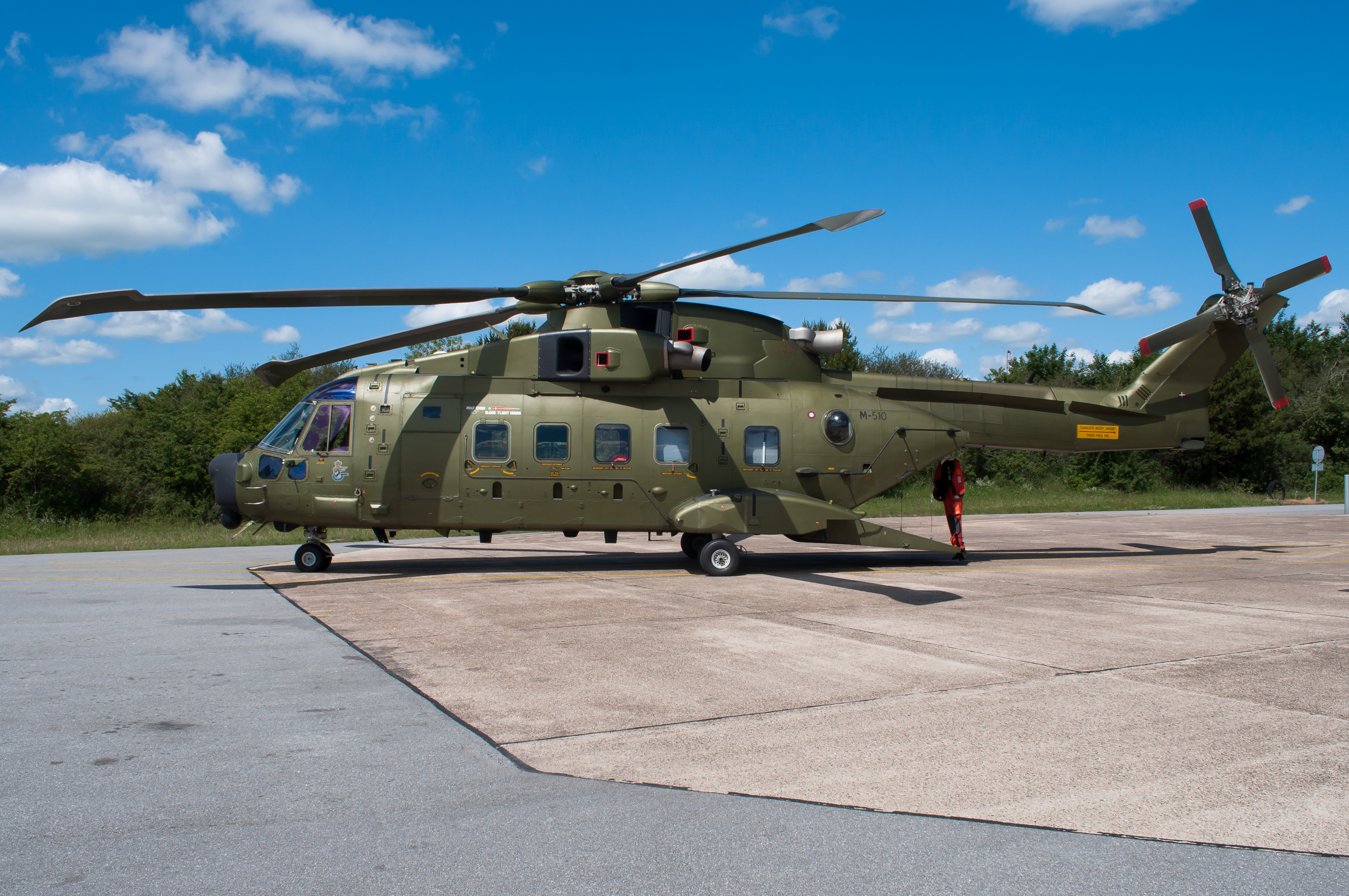
AW101 des forces armées danoises sur la Base aérienne de Skrydstrup.

Quatorze EH101 Mk 512 ont été commandés en décembre 2001 pour remplacer les Sikorsky S-61 Sea King dans des missions de transport logistique et de recherche et sauvetage. Ils ont été construits entre 2005 et 2009. Si le premier exemplaire [ZJ990/M-501] effectua son premier vol le 12 décembre 2003, le premier exemplaire livré [ZJ991/M-502] n'arriva à Karup que le 10 janvier 2006. L’escadrille 722 fut déclarée opérationnelle en juin 2006 avec huit appareils. En juin 2006 un accord passé entre le Ministère de la Défense britannique et le Danemark, les six appareils de transport tactique destinés à la marine danoise [M-501 et M-510/514] sont transférés à la RAF en échange d'appareils neufs commandés par le MoD. Les huit appareils destinés aux missions de recherche et sauvetage ont été progressivement mis à jour jusqu'en 2014 avec l'installation d'une tourelle MX-15 électro-optique/infrarouge de Wescam.

#### Italie

##### Marina militare

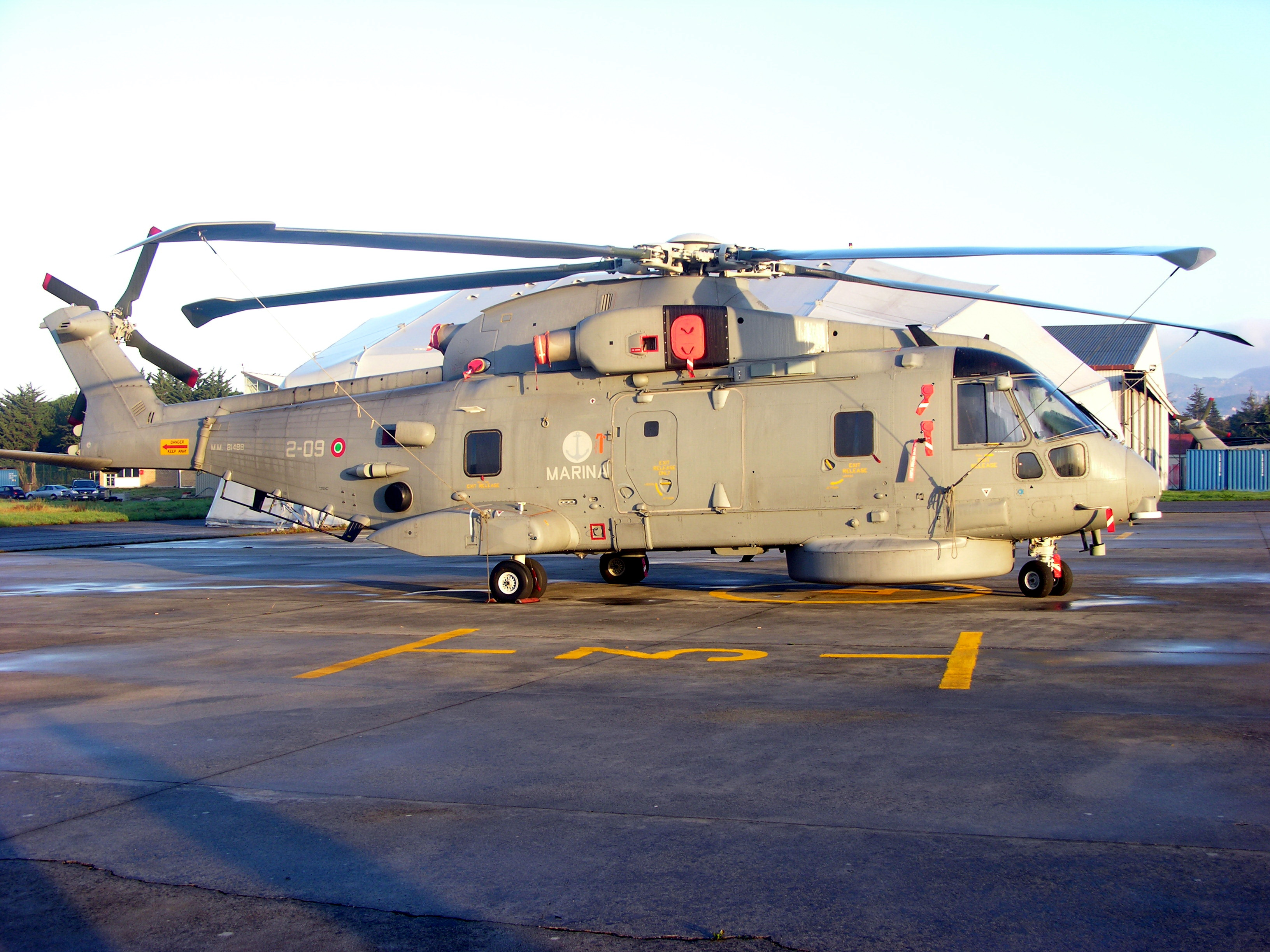
EH101-112A [2-09] de la Marina Militare.

Alors qu’elle avait annoncé un besoin pour 36 appareils, la marine italienne a finalement commandé 16 hélicoptères en 1997, répondant à trois versions différentes mais toutes équipées de turbines General Electric T700-GE-T6A de 2 040 ch : 8 EH101 Mk 110 [MM.81480/87] de lutte ASM, 4 E101 Mk 112 [MM81488/91] de lutte électronique et 4 EH101 Mk 410 de transport utilitaire. Le premier appareil destiné à la marine italienne a pris l’air le 6 décembre 1999. Les huit Mk 110 ont été livrés en septembre 2000 au Nucleo Valutazione Operative de Luni/La Spezia, transformé l’année suivante en 1er Grupelicot. Le 4e Grupelicot de Tarente a ensuite été constitué, tandis que les Mk 410 ont permis de créer un Nucleo Lotta Anifibia, également à Tarente.

##### Aeronautica Militare

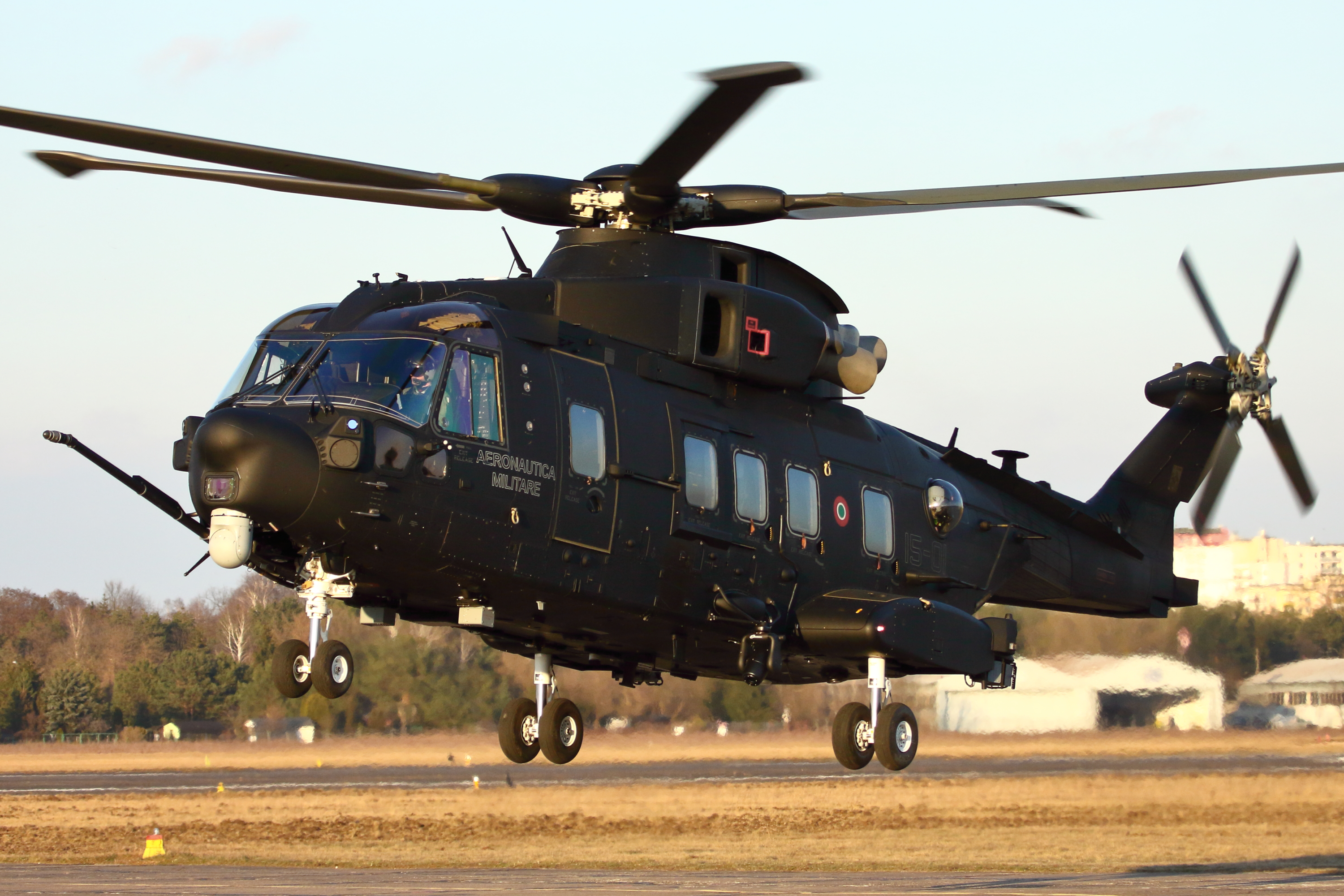
HH-101A Caesar [15-01] de l'Aeronautica Militare.

L'Aeronautica Militare a commandé 15 exemplaires de l'AgustaWestland AW101 dans une version HH-101 Caesar dédiée à la récupération des forces spéciales, mais aussi la recherche et sauvetage (SAR et Combat-SAR) et les évacuations sanitaires (EVASAN), ainsi que l'interception d'aéronefs lents,.
Le premier appareil est entré en service opérationnel en février 2016 au sein du 15e Stormo (it) sur la base aérienne de Cervia (it). Ils seront aussi déployés au sein du 37e Stormo (it) basé à Trapani en Sicile.

#### Japon

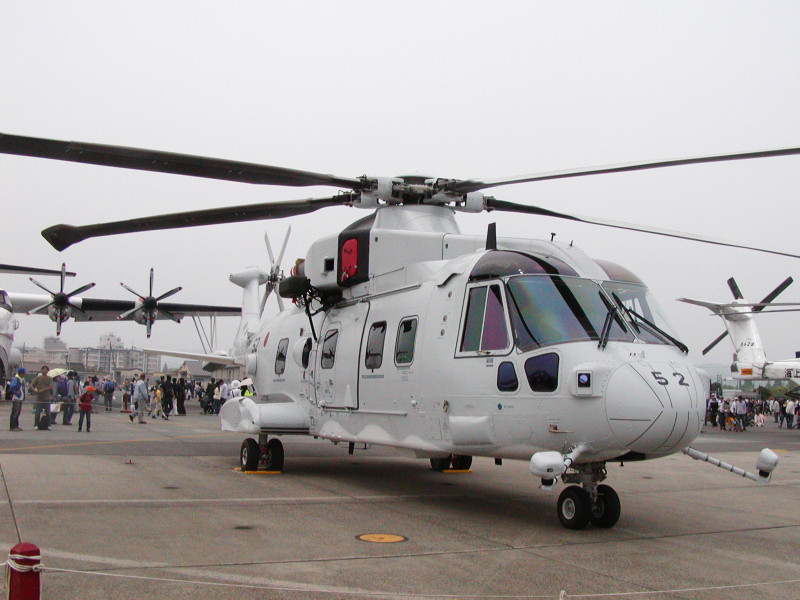
MCH101 de la force aérienne d'autodéfense japonaise.

Quatorze MCH101 ont été commandés par la force maritime d'autodéfense japonaise au début 2002. Le premier exemplaire [8651] a été livré par AgustaWestland le 3 mars 2006, tandis que le premier exemplaire produit au Japon [8652] a été livré le 23 mars 2007 à l’usine Kawasaki de Gifu. Trois exemplaires (CH101) doivent remplacer les Sikorsky S-61A-1 basés en Antarctique, les autres (MCH101) remplacent les Sikorsky MH-53E utilisés pour les missions aéroportées de déminage au sein du 51 Kokutai d’Atsugi. Le premier appareil équipé pour la guerre des mines est livré le 10 mars 2015 pour une entrée en service prévue en 2016,.

#### Nigeria
Deux AW101 Mk 641 en configuration VIP ont été commandés par la force aérienne nigériane. Le premier vol a eu lieu le 19 septembre 2014. Ils ont été réceptionnés le 30 septembre 2014 et le 21 novembre 2014 [NAF281]. Ces appareils proviennent de la commande annulée par l'Inde. Ils seraient affectés à la 101 Presidential Air Fleet stationné à l'aéroport international Nnamdi Azikiwe d'Abuja,. Les deux appareils ont par la suite été reconfigurés pour réduire les coûts de fonctionnement de la présidence nigériane. Le premier est adapté au transport sanitaire tandis que le second est modifié pour le transport de troupes.

#### Norvège

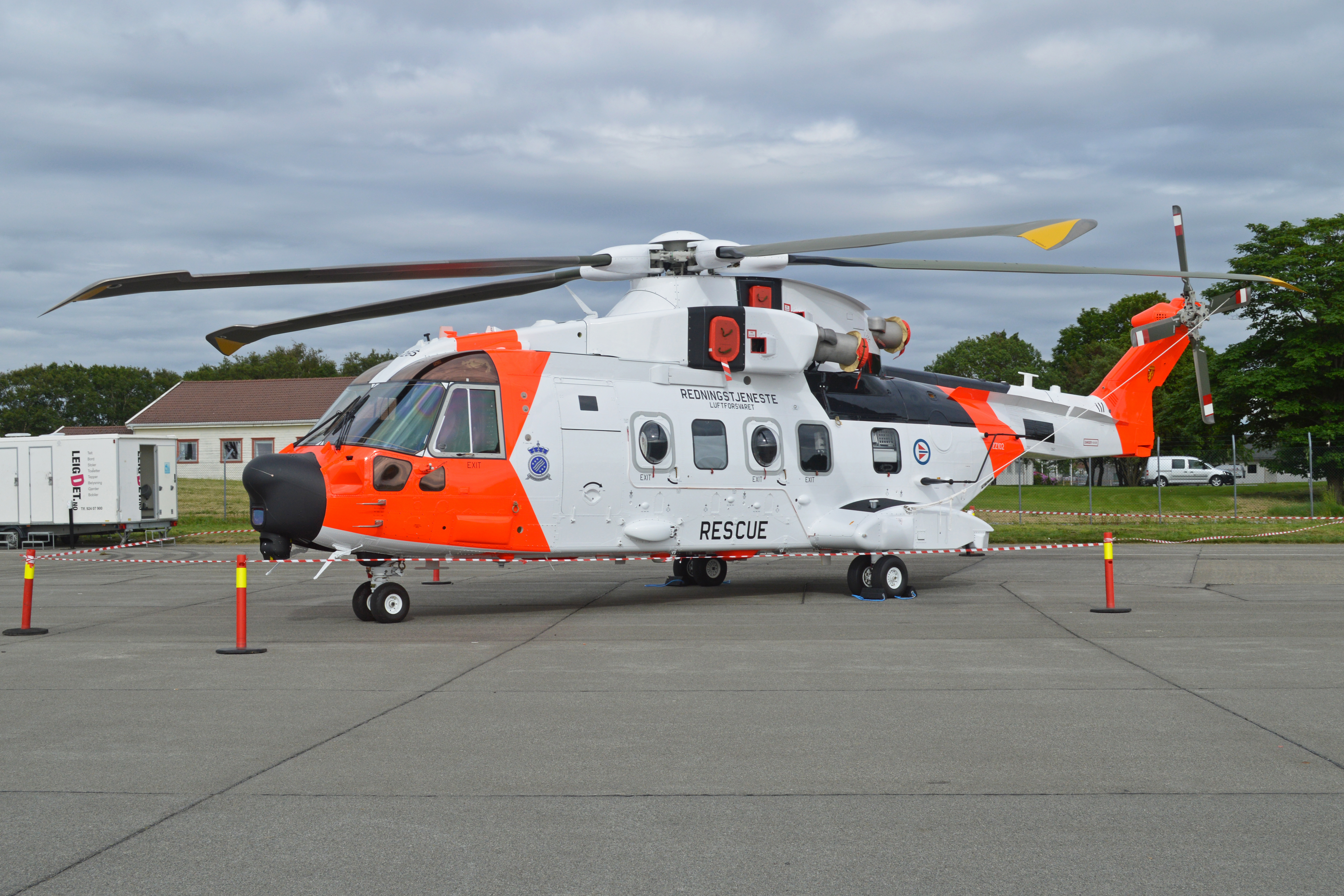
AW101 Mk612 [ZZ102] de la force aérienne royale norvégienne.

Le AW101 Merlin a remporté l'appel d'offres lancé en 2012 pour le remplacement des 12 Sea King Mk-43 pour des missions de recherche et sauvetage (programme NAWSARH),. Le cahier des charges norvégien imposait que l’hélicoptère choisi devrait être capable de récupérer jusqu'à 20 personnes à partir d'un navire à 150 NM (277 km) de la base d'exploitation et avoir une portée maximale de 240 à 360 NM. Il était en compétition face à l'Eurocopter EC225 tandis que le NH90, le Sikorsky S-92 et le Boeing-Bell V-22 Osprey ont été éliminés dès le premier tour,. Seize EH101 Mk612 en configuration recherche et sauvetage ont été commandés en novembre 2013 avec une option sur six appareils supplémentaires pour la force aérienne royale norvégienne dans le cadre d’un contrat de 1,15 milliard d’euros.
Le premier exemplaire a été présenté officiellement le 1er juin 2016, puis au salon du Bourget 2017. Le premier appareil a été livré le 20 novembre 2017 et les livraisons doivent s'étirer jusqu'en 2020. Ils sont équipés d'un nouveau radar Selex-ES Osprey opérant à 360° et à antenne active (AESA) et de deux treuils de sauvetage. Le premier appareil s'est retourné sur son flanc droit lors d'essais moteur une semaine après sa réception sans que cela n'affecte le calendrier de livraison des appareils.

#### Pologne
La marine polonaise a commandé quatre AW101 pour remplacer ses quatre Mil Mi-14PL de lutte anti-sous-marine et ses deux Mil Mi-14R de recherches-sauvetages en mer pour un montant de 1,65 milliard de złoty +380 millions d'euros). Les quatre AW101 correspondraient à un premier lot destiné à la lutte anti-sous-marine mais pouvant aussi effectuer des missions de recherche et sauvetage au combat. Les appareils devaient être livrés pour 2021-2022. Les évaluations ont été effectuées à Gdynia avec à un AW101 de sauvetage norvégien. Leonardo s'est engagé en retour à investir 90 millions d'euros via sa filiale locale PZL-Świdnik pour la maintenance des appareils qui servira aussi à l'assemblage des appareils. Le premier appareil, immatriculé ZR285, a réalisé son vol fin juillet 2021. Il est livré en Pologne le 7 août 2023.

#### Portugal

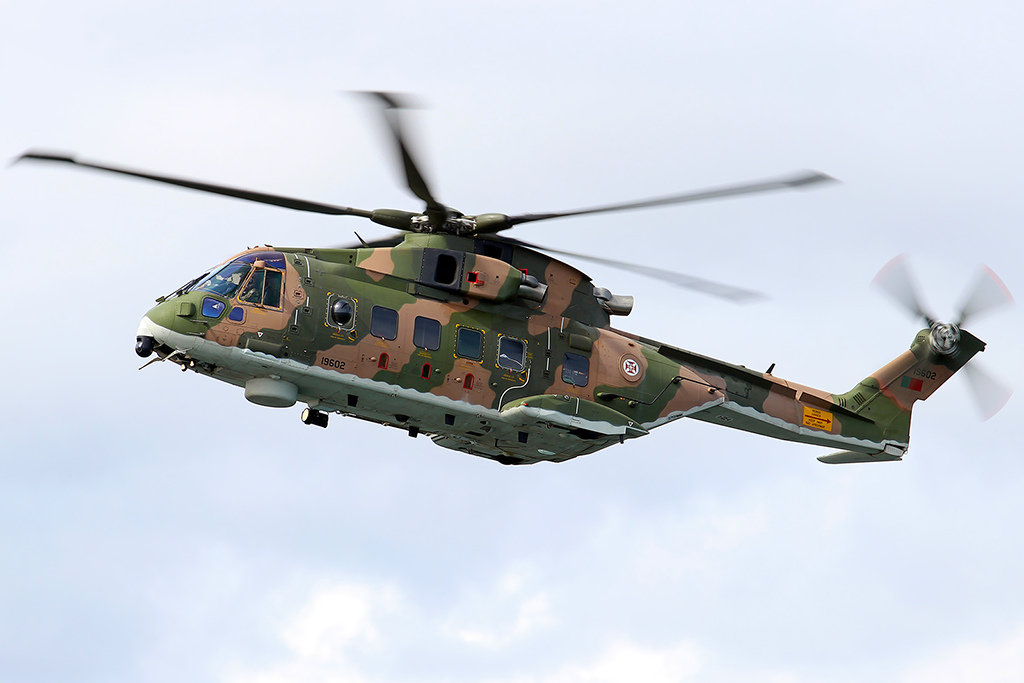
EH101 Merlin [19602] de la force aérienne portugaise.

Le 29 novembre 2001 le gouvernement portugais a confirmé le choix de l’EH101 pour assurer le remplacement des Aérospatiale SA 330S-1 Puma. 12 appareils équipés de Rolls-Royce Turboméca RTM 322 (6 destinés aux opérations SAR [19601/06], 2 réservés à la surveillance des zones de pêche [19607/08] et 4 affectés aux missions de reconnaissance armée et de sauvetage en milieu hostile [19609/12]) ont été commandés de préférence aux Sikorsky S-92 et Eurocopter Cougar Mk 2. Le premier a été livré le 22 décembre 2004 à Vergiate, Italie, les deux suivants sont arrivés à la base aérienne 6 de Montijo le 11 février 2005 et le dernier a été livré en juillet 2006. L’escadron 751 Puma (8 appareils) a été déclaré opérationnel le 3 février 2006 à Montijo, avec un détachement permanent à Porto Santo, Madère, l’escadron 751 Albatrozes a été activé le 30 novembre suivant à la base aérienne de Lajes, aux Açores.

#### Royaume-Uni

##### Royal Navy

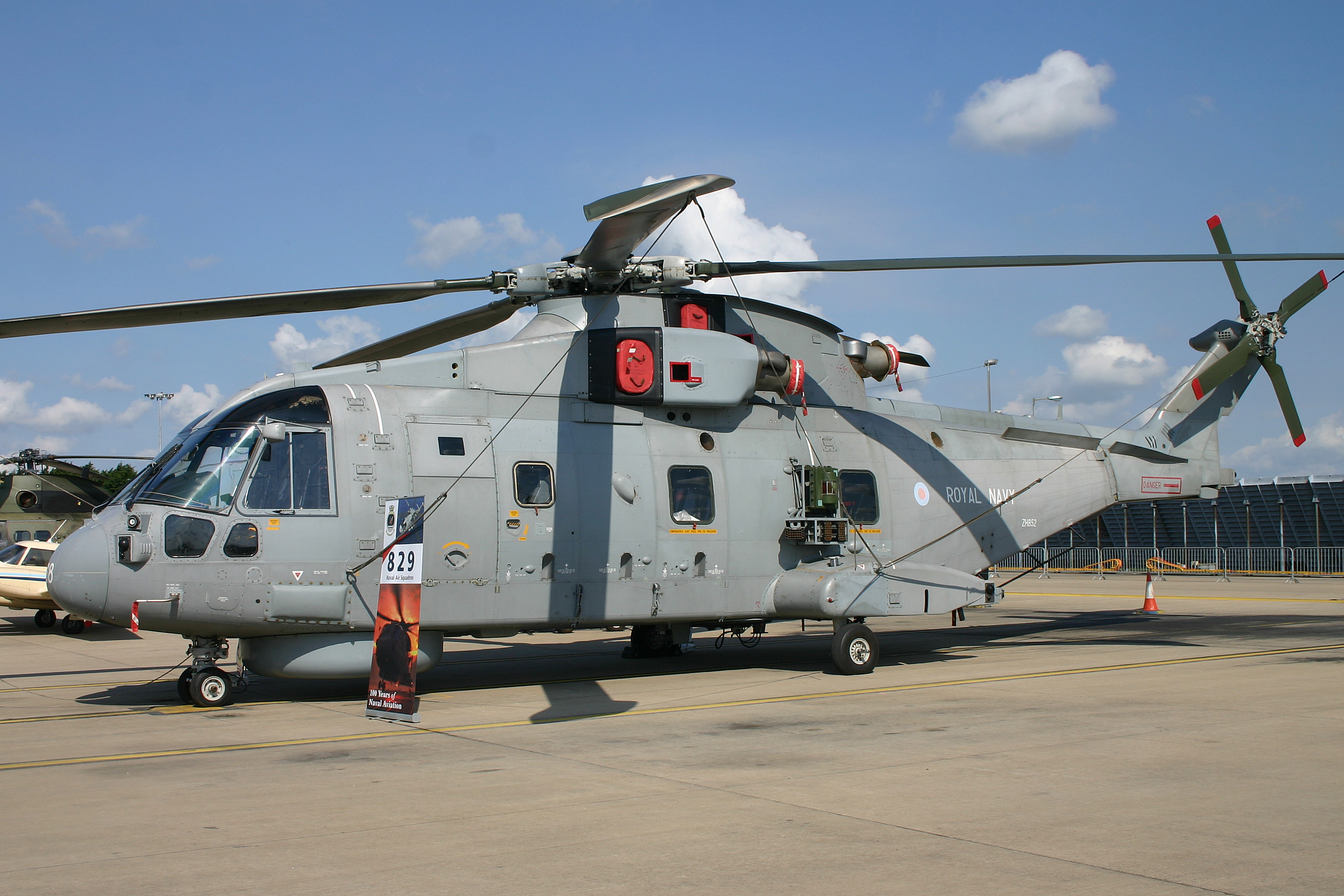
AW101 HM1 no 50131 de la Royal Navy.

Quarante-quatre Merlin HM.1 ont été commandés pour être embarqués sur les frégates de la classe Duke (Type 23) et leurs successeurs Type 26, les destroyers de la classe Daring (Type 45), les porte-avions de la classe Invincible et différents navires de combat ou de soutien logistique. Le premier appareil de série a volé le 6 décembre 1995 et le premier Merlin HM.1 doté de son avionique de combat le 14 janvier 1997. Le premier appareil a été livré à la Navy le 17 mai 1997, et une section d’évaluation opérationnelle (No. 700 Naval Air Squadron) constituée le 1er décembre 1998. Le dernier appareil a été livré fin 2002. Le No. 824 Naval Air Squadron a été activé en juin 2000 pour la formation des équipages, et la première unité opérationnelle, le No. 814 Sqdn, a été commissionné fin 2001, suivi des No. 820 et No. 829 Sqdn. Toutes ces unités sont stationnées sur la base de Culdrose, en Cornouailles, et ont été interdites de vol en mars 2004 après qu’un Merlin HM.1 a été victime d’une panne d’anticouple. L’enquête ayant révélé un défaut de fabrication de la tête de rotor, les vols ont repris début 2005. Début 2007 huit frégates Type 23 avaient été modifiées pour recevoir cet appareil bien que le No. 829 Sqdn, chargé d’alimenter ces navires, ne dispose que de six sections.
Le 30 septembre 2014, la Royal Navy réceptionnne la totalité des Merlin de la Royal Air Force.
Dix systèmes Crowsnest ont été commandés pour un montant de 269 millions de livres sterling à Thales UK en 2017. Ils doivent permettre de convertir en Merlin HM.2 ASaC les Merlin Mk2 qui bénéficieront d'une mise à niveau pour intégrer le système. Les Merlin HM.2 ASaC doivent remplacer les Sea King S-61 Mk7 ASC de surveillance et contrôle aérien qui furent retirés du service en 2018. Ils devaient initialement équiper le porte-avions HMS Queen Elizabeth à partir de 2020 mais des retards dans le développement du radar entrainent un report pour 2023 au mieux.

##### Royal Air Force

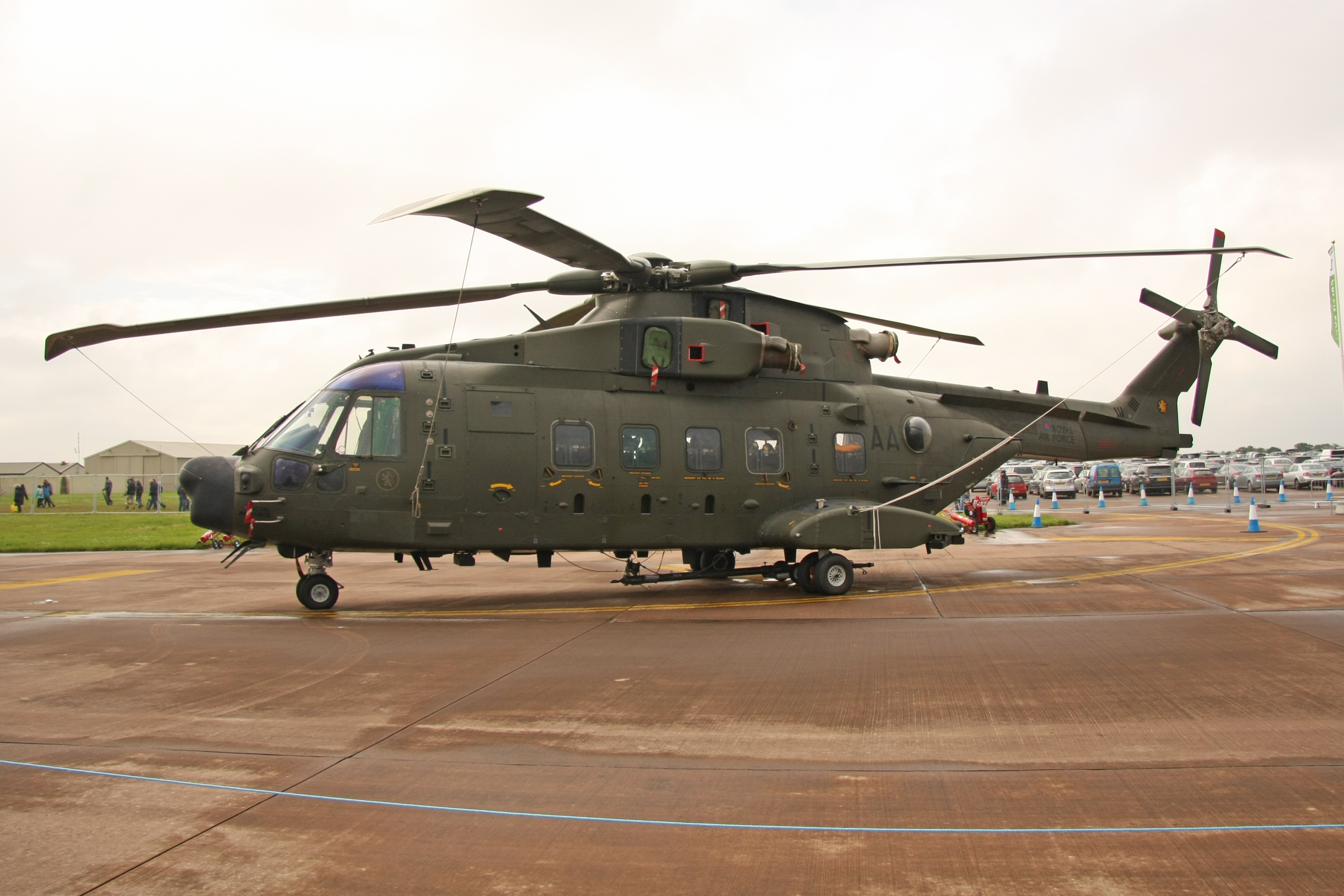
AW101 HC3 de la Royal Air Force en 2012.

La Royal Air Force a commandé 22 Merlin HC.3, qui ont été mis en service le 11 décembre 2000 au sein des No. 28 Sqdn. Ces appareils ont été utilisés dans les Balkans début 2003, puis dans le sud de l’Irak à partir de 2005 dans le cadre de l’opération Telic. Craignant de manquer d’appareils, le ministère de la Défense britannique a acheté six appareils au Danemark en 2007, commandant en échange six appareils supplémentaires qui seront livrés à l'armée de l'air royale danoise. Après reconditionnement par AgustaWestland à Yeovil, les hélicoptères achetés au Danemark, désignés Merlin HC.3A, doivent permettre de constituer le No. 78 Squadron (en). Celui-ci est dissous le 30 septembre 2014 avec le transfert de la totalité de la flotte de Merlin au 846 Naval Air Squadron de la Fleet Air Arm,.

### Utilisateurs civils

#### Arabie saoudite
Deux AW101 commandés en version VIP. Le premier vol a eu lieu le 27 juillet 2010.

#### Japon

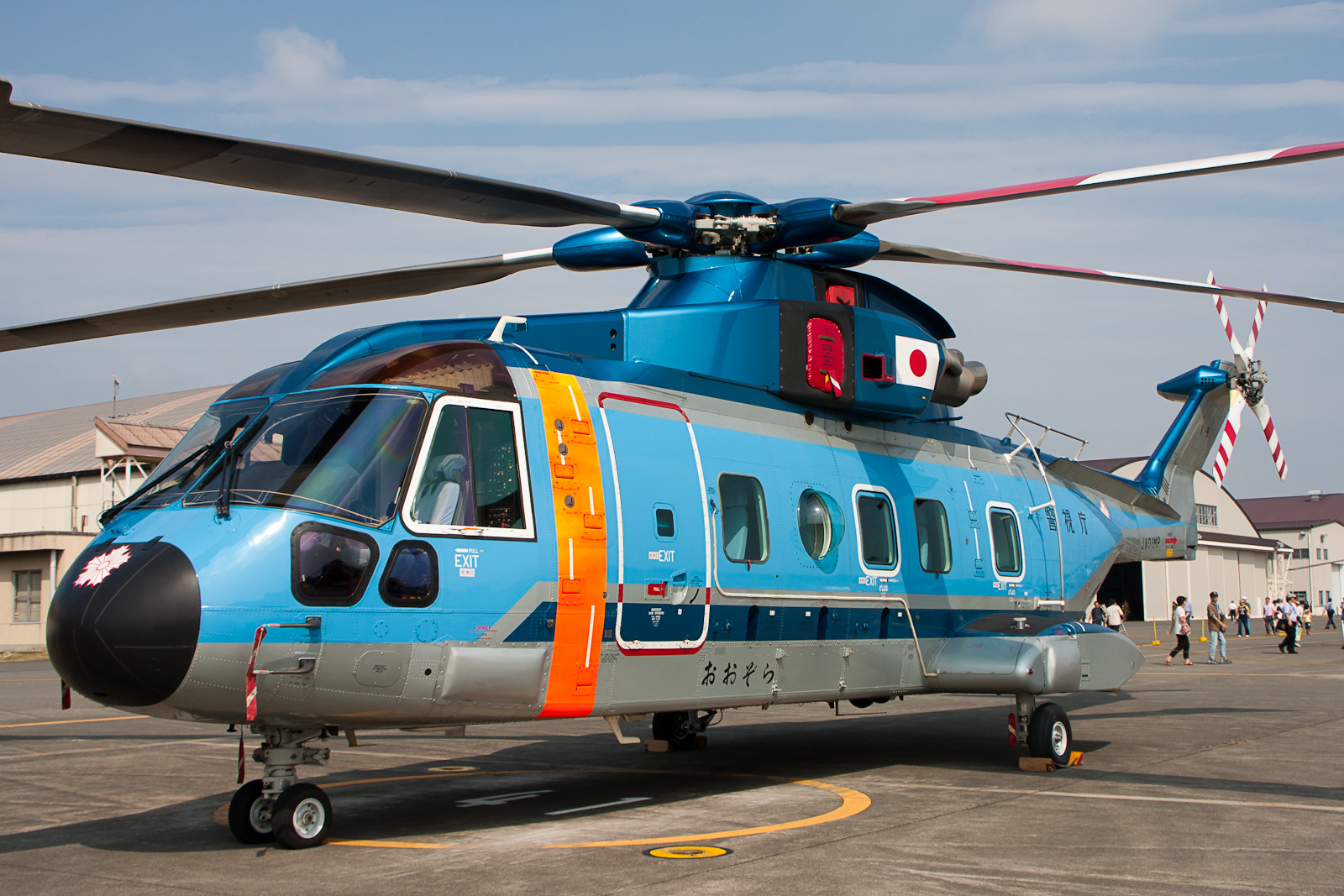
EH101 Mk510 [CIV02] du département de la Police métropolitaine de Tokyo.

Un unique EH101 Mk 510 a été mis en service par le département de la Police métropolitaine de Tokyo en 1999.

#### Turkménistan

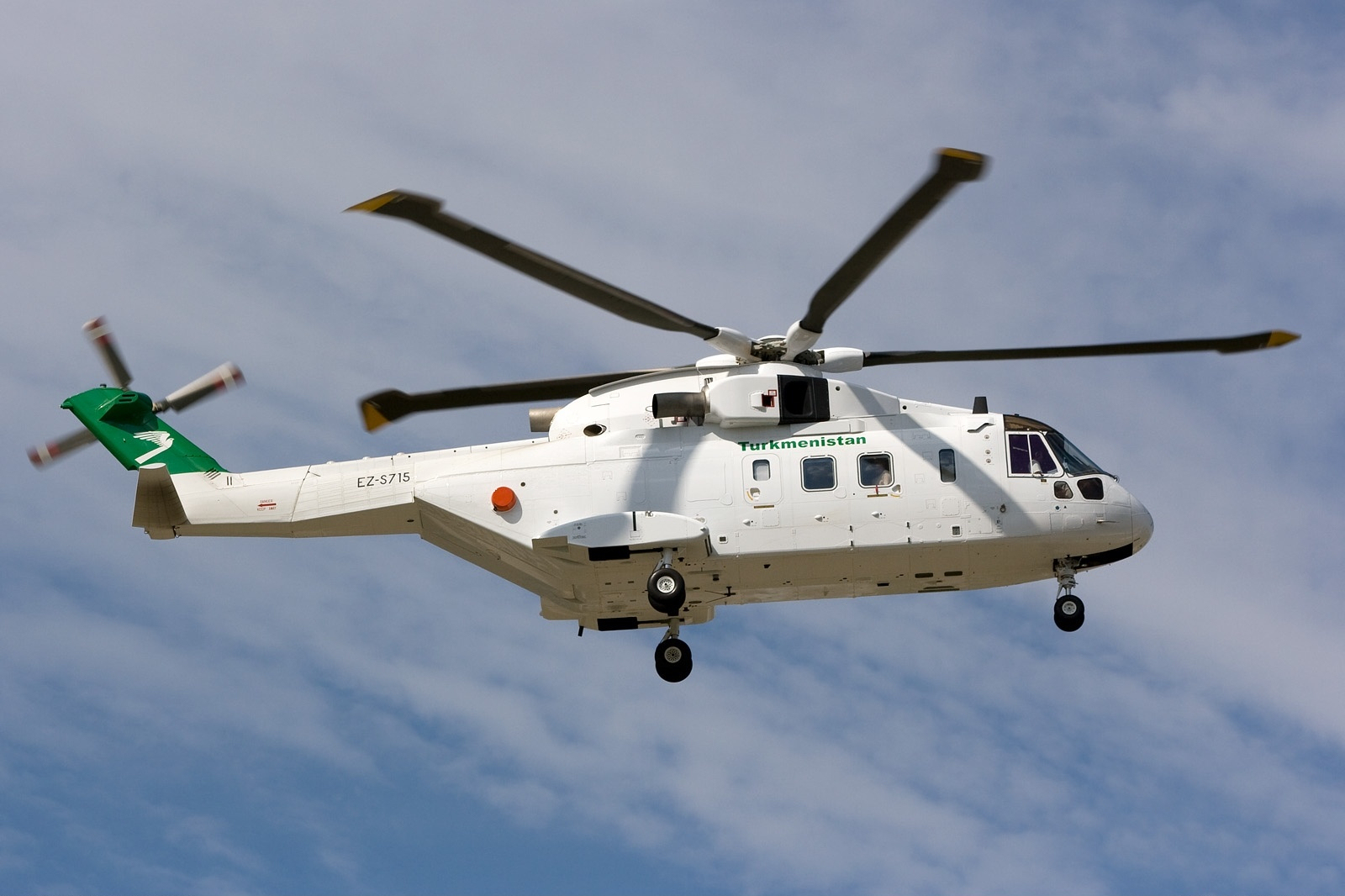
AW101 Mk643 [EZ-S715] de Turkmenistan Airlines.

Deux appareils en version VIP ont été commandés par Turkmenistan Airlines en avril 2013. Ils font partie de la commande annulée par l'Inde. Le premier vol a eu lieu le 27 janvier 2012. Les deux appareils immatriculés EZ5714 et EZ5715 stationnent régulièrement sur la base militaire d'Aktepe si bien que certains journalistes se demandent si cette commande en version VIP ne chercherait pas à contourner une licence d'exportation militaire d'autant plus que ces versions VIP peuvent emporter des armements comme leurs équivalents militaires.

## Clients potentiels

### Échecs

#### États-Unis

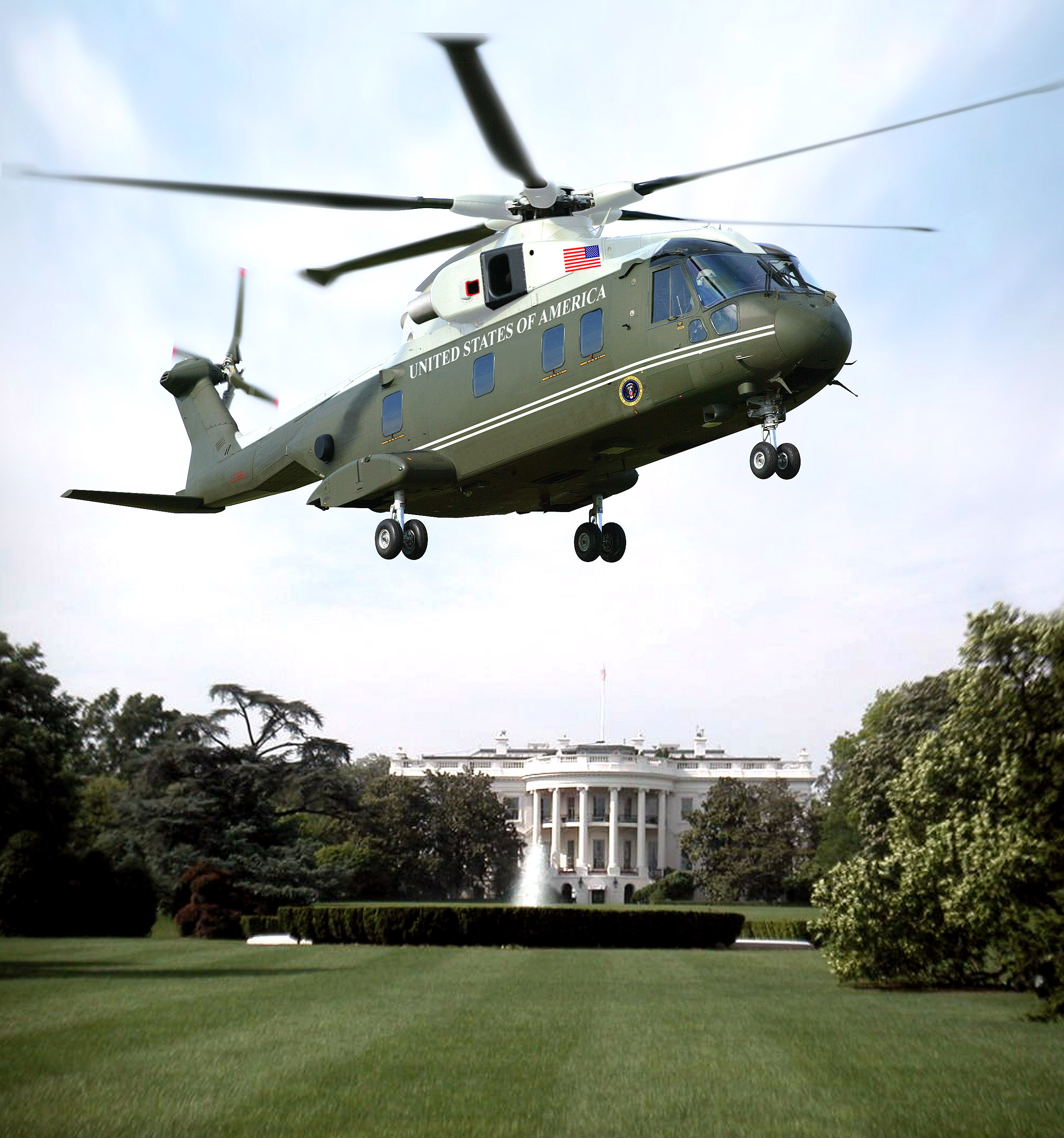
VH-71 atterrissant sur le site de la Maison-Blanche.

En 2001, un programme de remplacement des vieillissants SH-3 Sea King pour le transport du président des États-Unis (Marine One) a été lancé, mais il fut gelé par manque de crédits. Le projet initial, développé en 2005, reposait sur une adaptation de l'AW101 en collaboration avec Lockheed Martin sous la licence US 101 et avec pour désignation militaire VH-71 Kestrel. Initialement prévu pour une mise en service en 2008, le projet fut abandonné en 2009 face aux retards et à la dérive des coûts. Le projet a ensuite été relancé sous la présidence de Barack Obama. AgustaWestland s'est alors associé avec Northrop Grumman en 2012 pour tenter de relancer le projet sans succès,.
Cette collaboration avec Northrop Grumman visait aussi le remplacement des hélicoptères de sauvetage de l’US Air Force. Les appareils auraient été assemblés sur un site près de Philadelphie.

#### Inde
Trois Merlin Mk-641A réceptionnés par la force aérienne indienne sur une commande initiale de douze exemplaires dans le cadre d'un contrat de 556 millions d’euros signé en février 2010 pour le transport de personnalités. Depuis l'annulation du contrat sur fond d'affaire de corruption, les trois Merlin Mk-641A sont destinés à des missions de recherche et sauvetage en mer. Ils devraient finalement être rendus à AgustaWestland dans le cadre du litige qui oppose l'Inde au fabricant. La cour d'appel de Milan a par ailleurs condamné Agusta Westland en 2014 à rembourser 228 millions de dollars à l'Inde sur les 252 millions de dollars encaissés (soit 45 % du coût du contrat).

##### Affaire de corruption
Le contrat a été suspendu en 2013 à la suite de l'ouverture d'une enquête pour corruption puis définitivement annulé en janvier 2014,. Parallèlement les autorités italiennes ont soupçonné des pots-de-vin pour un montant de 50 millions d'euros entraînant l'arrestation le 12 février 2013 de Giuseppe Orsi, président de Finmeccanica, et de Bruno Spagniolini, président d'Agusta Westland. Une seconde affaire est aussi évoquée et liée à un versement de 5 millions de dollars à un général de l’Indian Air Force afin que les critères techniques concernant l'appel d'offre pour l'achat de 197 hélicoptères légers (LUH, Light Utility Helicopter) soient revus à la baisse. Néanmoins, AgustaWestland n'a pas été retenu, les finalistes étant l'Eurocopter AS550 C3 Fennec et Kamov Ka-226T.

#### Indonésie
La force aérienne indonésienne a sélectionné en novembre 2015 l'AW101 pour le transport du président indonésien. Trois appareils furent commandés en configuration VIP pour un montant de 120 millions de dollars. Le premier vol a eu lieu en décembre 2016.

##### Imbroglio politico-judiciaire
Cependant la commande de l'AW101 a été refusée par le président de la république indonésienne Joko Widodo qui réclamait un appareil produit localement ou avec un contenu local important ce que l'industrie indonésienne est incapable de faire. La force aérienne indonésienne proposa en février 2017 d'acquérir un unique AW101 en configuration militaire et non plus VIP mais le général Gatot Nurmanty demanda l'annulation de cette acquisition au ministre de la Défense Ryamizard Ryacudu. Malgré tout, l'unique AW101 arriva en Indonésie en février 2017 et il fut aussitôt mis sous séquestre par la police indonésienne qui enquête sur la procédure d’acquisition. Il semble en effet que la force aérienne ait passé commande sans en avertir son ministre de tutelle.

## Accidents notables
- Le 21 janvier 1993, un EH101 [MMX600] d'Agusta Spa s'est écrasé lors d'un test de mesure acoustique vers Cameri. Une erreur d'usage sur le frein de rotor principal entrainant un incendie serait la cause de l'écrasement qui a coûté la vie aux quatre membres d'équipage[65].
- Le 7 avril 1995, un EH101 [ZF644] de Westland Helicopters a rencontré des problèmes lors d'un vol d'essai vers 12 000 pieds. Trois membres d'équipage sont sortis de l'appareil vers 10 000 pieds tandis que le pilote s'en est échappé vers 1 200 pieds après s'être assuré que l'hélicoptère s'écraserait dans une zone sécurisée près de la route A303 entre Exeter et Londres. L'accident résulterait d'une défaillance d'une pièce du système de contrôle du rotor de queue. L'appareil totalisait 463 heures de vol en 385 sorties. À la suite de son accident l'appareil [ZF649] est devenu le second banc d'essai du moteur RTM322[66].
- Le 27 octobre 2000, un AW101 HM1 [ZH844] de la Royal Navy s'est écrasé en mer au large de l'île de Skye. L'accident serait dû à un éventuel serrage partiel du frein de rotor principal entrainant une défaillance du rotor. L'appareil a été délibérément coulé en raison des mauvaises conditions météo par dégonflage des ballons de flottaison mais les forts courants l'ont entrainé contre les rochers. L'épave a été récupérée deux semaines plus tard. L'appareil n'avait que 20 heures de vol et était stationné à la No. 700 Naval Air Squadron. Les 5 occupants ont été récupérés sains et saufs par un bateau[67].
- Le 30 mars 2004, un AW101 HM1 [ZH859] de la Royal Navy s'est écrasé sur la base aérienne de Culdrose. Les deux membres d'équipage ont dû être extraits de la carcasse et trois autres personnes en dehors de l'appareil ont aussi été blessées[68]. Les dégâts sont trop importants pour envisager sa réparation.
- Le 13 juillet 2006, un CH149 [149914] du 413e Escadron de transport et sauvetage de l'Aviation royale canadienne s'est écrasé en mer lors d'un entraînement nocturne de récupération de blessé depuis un navire de pêche[69]. L'appareil a percuté l'eau à 69 nœuds soit environ 128 km/h. Sur les sept membres d'équipage, seuls les deux ingénieurs de vol et le technicien ont été incapables de sortir de la carlingue et sont morts. Les dégâts furent par ailleurs trop importants pour envisager une réparation de l'appareil.
- Le 10 novembre 2009, un AW101 HM3 [ZJ133] de la Royal Air Force a effectué un posé dur de nuit sur la base aérienne d'Holtville (en) aux États-Unis[70]. Trois membres d'équipage ont été blessés.
- Le 23 juin 2010, un AW101 HM3 [ZJ138] de la Royal Air Force a effectué un posé dur lors d'un atterrissage d'urgence de nuit au camp Shorabak en Afghanistan[71].
- Le 11 octobre 2014, un AW101 Mk 512 [M-518] des forces armées danoises s'est écrasé à la suite d'un incident lors de son atterrissage à 13 km de Mazâr-e Charîf[72]. Les six membres d'équipages ont souffert de blessures légères.
- Le 23 novembre 2016, un AW101 Mk 641 [NAF281] de la force aérienne nigériane s'est renversé pendant le roulage lors de son entrée dans le hangar sur la base aérienne de Makurdi[73],[74]. Seul un ingénieur de bord était présent dans l'appareil et souffre de blessures légères. Le rotor est détruit et l'appareil présente d'autres dommages importants.
- Le 21 mai 2017, un AW101 algérien s'écrase dans le wilaya de Tipaza, après une collision avec une ligne à haute tension. Les trois membres d'équipage sont tués sur le coup[75]. L'équipage s'entraînait à un exercice de sauvetage de nuit et l'appareil fut utilisé plus tôt dans la journée pour escorter la frégate El Moudamer de la classe El Radii et filmer son arrivée en Algérie[76],[77].
- Le 17 août 2017, un CH101 [8193] de la force maritime d'autodéfense japonaise s'est écrasé sur la base aérienne d'Iwakuni lors d'un entraînement au soulèvement d'une charge de 500 kg[78]. L'appareil a fini sur le flanc gauche et le rotor a été détruit. Trois des huit membres d'équipage ont été blessés et un autre souffrait de vertiges.
- Le 24 novembre 2017, un EH101 Mk 612 [0268] de la force aérienne royale norvégienne se couche sur le flanc à l'aéroport de Stavanger. Il s'agissait du premier appareil d'une commande de 16 exemplaires réceptionné juste une semaine auparavant (17 novembre 2017)[40]. Deux personnes étaient à bord et trois ingénieurs se trouvaient dehors à proximité. Il n'y a eu aucun blessé. Le rapport du bureau d'enquête d'accident militaire (Statens havarikommisjon for Forsvaret - SHF) ne signale aucune avarie technique et considère que c'est une conjonction d'erreurs humaines qui est à l'origine de l'accident[79].

## Culture populaire

### Cinéma
Dans le film Skyfall, Silva attaque le manoir Skyfall, où James Bond grandi, à bord d'un AW101 Merlin qui sera détruit lors de l'explosion du manoir.